# Американский квортерхорс
Американский квортерхорс (англ. American Quarter Horse) — американская порода лошадей, предназначенная для скачек на короткие дистанции.
Название породы Quarter Horse переводится как «лошадь на четверть мили» или «четвертьмильная лошадь». Порода была выведена для кратковременных скоростных скачек, за что и получила своё название. Четверть в данном случае означает четверть мили — расстояние, наиболее популярное в скачках на период создания породы. Связано это было с тем, что зачастую скачки проходили непосредственно на улицах небольших селений, которые редко имели длину больше этого расстояния. Лошади данной породы имеют рост от 142 до 152 см в холке,  развивают скорость до 88 км/ч.

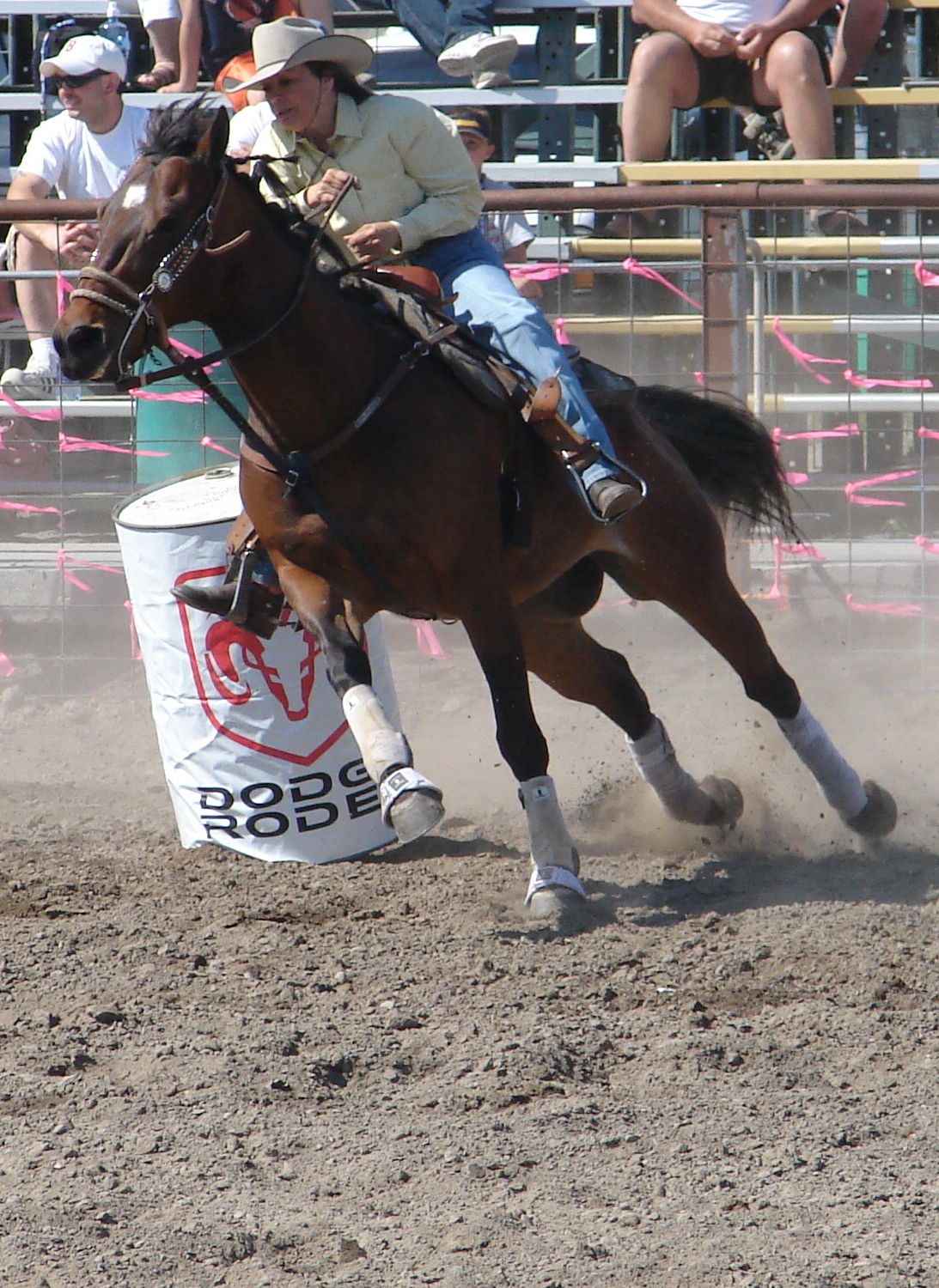

## История породы
Порода американский квортерхорс имеет долгую историю, однако официальную регистрацию порода получила только в 1940 году. На деле же история породы в США берёт своё начало с XVII века. Порода была выведена путём скрещивания лошадей американских индейцев с привезёнными жеребцами из Ирландии и Шотландии. Лошади американских индейцев происходят из Испании, и были выведены из лошадей иберийской, арабской и берберийской породы, завезённых на юго-восток Соединённых Штатов конкистадорами.
Американский квортерхорс является одной из самых популярных пород в Соединённых Штатах Америки. Крупнейшей ассоциацией, ведущей учёт и регистрацию лошадей данной породы, является AQHA (Американская федерация породы квортерхорс). В настоящее время зарегистрировано около 3 миллионов лошадей этой породы.
Американский квортерхорс, или американская четвертьмильная лошадь, используется главным образом для конного спорта и работы на ранчо.

## Описание породы
Лошадь породы американский квортерхорс имеет короткую и широкую голову с коротким носом, широко расставленными глазами и средней длины ушами.
Шея длинная и гибкая, что даёт ей более высокую манёвренность, необходимую при скачках на короткую дистанцию. Плечи у лошадей этой породы имеют хороший откос, холка заметно выражена, переход от холки к шее довольно крутой.
Тело короткое, с широкой грудью и мощным крупом. Ноги сильные, с выраженными суставами и удлинённым копытом. Задние ноги имеют мощные, хорошо обмускуленные бёдра длинного формата. Скакательный сустав поставлен низко, что даёт лошади этой породы высокую манёвренность и ловкость.
Окрас для лошадей данной породы допускается любой одноцветный.

## Характер
Американский квортерхорс отличается послушным характером и устойчивой психикой. Лошади данной породы не пугливы, не склонны проявлять агрессию по отношению к человеку или другим животным.
Лошади данной породы быстро обучаются, хорошо осваивают новые элементы, отличаются повышенной работоспособностью.

## Здоровье
Порода в целом отличается высокой выносливостью и приспособленностью к длительным монотонным нагрузкам. Имеет в целом неплохое здоровье, однако имеется ряд специфических породных заболеваний:
- Гиперкалиемический периодический паралич[англ.] (HYPP) — хроническое генетическое заболевание, связанное с нарушениями минерального обмена. Выражается в неконтролируемых мышечных спазмах, мышечной слабости и постепенно развивающемся параличе. В связи с этим в AQHA введены ограничения на регистрацию животных данной породы, являющихся носителями рецессивной формы данного гена.
- Злокачественная гипертермия — аутоиммунное заболевание, следствием которого является непереносимость ряда лекарственных препаратов, включая препараты общей анестезии. Проявляется в резком повышении температуры при введении данных препаратов и учащённом сердцебиении.
- Наследственная региональная кожная астения лошадей (HERDA)[7] — кожное заболевание, вызванное недостатком гликогена. Иначе называется наследственный гиперэластоз кожи. Вследствие данного заболевания кожа у животного легко травмируется, кожные повреждения плохо и медленно заживают. Также кожа становится чувствительной к температурным воздействиям, что приводит к риску обгорания животного на солнце.

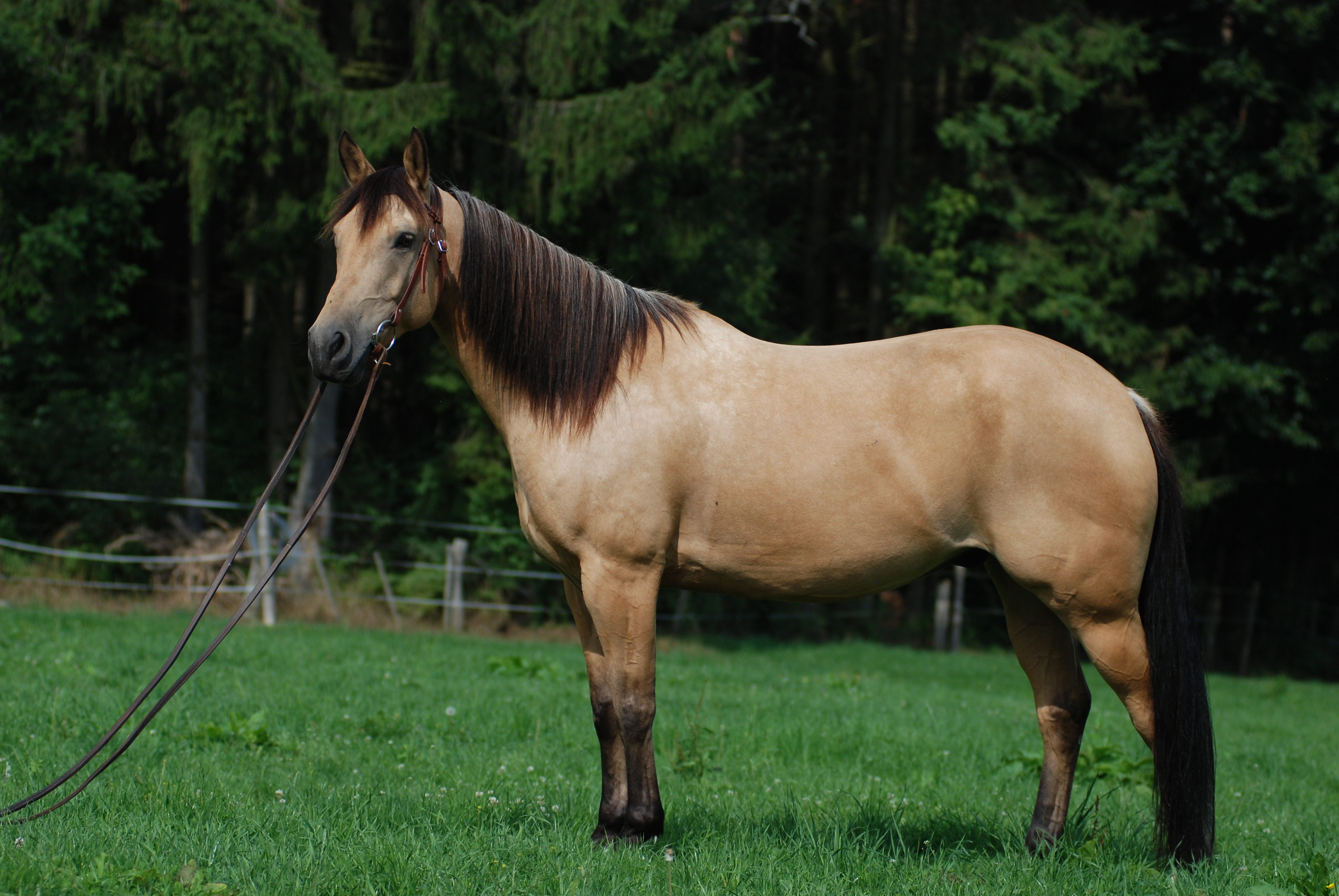

## Использование
Лошади породы Американский квортерхорс активно используются у себя на родине в различных видах конного спорта, в том числе для них существуют монопородные соревнования. В самом конном спорте эти виды принято называть дисциплинами. Комплекс этих конноспортивных дисциплин принято называть стилем езды «вестерн», который значительно отличается от традиционных европейских видов конного спорта. «Вестерн»-дисциплины постепенно становятся всё более популярны за пределами США, в том числе и в России.
Американский квортерхорс используется в таких конноспортивных дисциплинах, как:
— western pleasure (плежер) — спортивные испытания, в которых лошади показывают качество аллюра и послушания при работе в группе
— western horsemanship (хорсменшип) — ещё один вид спортивных испытаний, в которых оценивается способность всадника быстро и манёвренно управлять лошадью при прохождении сложного комплекса препятствий;
— western trail — известен также как просто трейл. Данный вид конноспортивных состязаний включает в себя прохождение ряда препятствий, имитирующих реальную работу пастушьей лошади. В данном виде спорта оценивается степень самостоятельности работы лошади при преодолении препятствий и внимательность лошади к командам и состоянию всадника;
— reining (рейнинг) — наиболее динамичный вид соревнований в стиле «вестерн», наиболее близкий к соревнованиям по выездке в классическом конном спорте. В этом виде состязаний оценивается способность лошади чётко и быстро выполнять различные элементы езды на разных аллюрах;
— cutting, иногда называемый на русском языке загонкой — рабочие испытания, целью которых является оценка пастушьих качеств лошади.
— working cow horse — ещё одни рабочие испытания по оценке пастушьих качеств лошади, представляют собой комплекс испытаний, состоящий из трёх этапов, за что получили разговорное «ковбойское троеборье».
Все эти виды конноспортивных дисциплин относятся к стилю езды «вестерн».
Также в «вестерн» входит и классическое конное родео, соревнования по которому проводятся отдельно от всего остального комплекса дисциплин.